# 张建国 (中国辽宁政治人物)
张建国（1957年8月—），男，辽宁大连人，中华人民共和国政治人物。中央党校在职研究生班法学理论专业毕业，研究生学历。曾任中华人民共和国科学技术部副部长、国家外国专家局局长、党组书记。

## 生平
1972年11月入伍，曾任战士、技术员、副股长、股长。1978年11月加入中国共产党。历任国家外国专家局办公室干部、副处长、处长、副主任、主任，国家外国专家局党组成员、办公室主任，国家外国专家局副局长、党组成员，国家外国专家局副局长、党组副书记。
任国家外国专家局副局长时，协助局长负责日常工作及分管局办公室、局机关党委、局机关服务中心；负责牵头落实“友谊奖”、中国国际人才交流大会、中美工程技术研讨会等工作。2011年2月10日任人力资源和社会保障部副部长、党组成员，国家外国专家局局长、党组书记。2018年3月改兼任科技部副部长。